# Chemisch-Physikalische Versuchsanstalt der Marine
Die Chemisch-Physikalische Versuchsanstalt der Marine (CPVA) war eine Organisation der deutschen Kriegsmarine. Sie ging aus dem 1888 gegründeten Torpedolaboratorium hervor und bestand von 1934 bis 1945. Sitz der obersten Dienststelle war Neumühlen-Dietrichsdorf. Sie unterstand direkt dem Oberkommando der Marine (OKM).
Aufgabe der CPVA war die Entwicklung von Waffen und Sprengstoffen. Durch wissenschaftliche Forschung sollte die Effizienz dieser gesteigert werden. Die CPVA hatte vier Abteilungen:
- Physikalische Abteilung
- Chemische Abteilung
- Abteilung für Kampfstoffe und Nebel
- Sprengstofftechnische Abteilung

Je nach Art der Forschung und Versuche bestimmte die Dienststelle wechselnde Versuchsorte. Ständige Außenstellen der CPVA befanden sich am Toplitzsee und in Bad Frankenhausen/Kyffhäuser.
Leiter war von 1934 bis 1946 der Marineoberbaudirektor Friedrich Brandes. 